# مایکل می (راننده مسابقه)
مایکل می (به انگلیسی: Michael May)؛ (زادهٔ ۱۸ اوت ۱۹۳۴) رانندهٔ مسابقات اتومبیل‌رانی فرمول یک اهل سوئیس است.
او در سه گراند پری قهرمانی جهان فرمول یک شرکت کرد که این مشارکت از ۱۴ مهٔ ۱۹۶۱ آغاز شد. او در طول زمان فعالیتش در این مسابقات، هیچ امتیازی کسب نکرد.
پس از یک تصادف در مرحلهٔ تمرین گراند پری ۱۹۶۱ آلمان، می بر روی مهندسی متمرکز شد و در پروژهٔ توسعهٔ یک سیستم سوخت‌رسانی انژکتوری برای شرکت‌های پورشه و فراری مشغول شد.
او همچنین در کنار سایر فعالیت‌هایش، در طراحی موتورهای تراکم بالا و بهبود مصرف سوخت خودروها نیز نقش داشته‌است.

## نتایج کامل در مسابقات قهرمانی جهان فرمول یک
| سال  | شرکت‌کننده        | شاسی     | موتور                | ۱              | ۲    | ۳     | ۴         | ۵        | ۶                | ۷                  | ۸            | دبلیودی‌سی    | امتیاز |
| ---- | ---------------- | -------- | -------------------- | -------------- | ---- | ----- | --------- | -------- | ---------------- | ------------------ | ------------ | ------------ | ------ |
| ۱۹۶۱ | اسکودریا کولونیا | لوتوس ۱۸ | کلیمکس ۱٫۵ لیتری آی۴ | موناکو بازنشست | هلند | بلژیک | فرانسه ۱۱ | بریتانیا | آلمان شروع نکرده | ایتالیا شرکت نکرده | ایالات متحده | رده‌بندی نشده | ۰      |